# Kunduz
Kunduz (escrito algunas veces Konduz, Kondoz, Qonduz o Qundūz) (en persa: قندوز‎) es la capital de la provincia de Kunduz del norte de Afganistán. Se ubica a los 36.73°N, 68.86°E, con una elevación de 397 metros sobre el nivel del mar. En el año 1979, Kunduz tenía una población de 53,251 personas. Se ha estimado que en 2020 contaba con aproximadamente 356 536 habitantes, por lo que es la quinta ciudad más poblada del país.
Antiguamente la ciudad fue conocida como Drapsaka, siendo un lugar de importancia visitado por Alejandro Magno. Bajo el mandato de Gholam Serwar Nasher, Kunduz se convirtió en una de las ciudades más prósperas de Afganistán (así como su provincia), a principios del siglo XX.
Kunduz fue la última ciudad grande que controló el régimen talibán antes de su caída, perpetrada por las fuerzas de la Alianza del Norte el 25 y 26 de noviembre de 2001.